# Яценко Григорій Федотович
Григорій Федотович Яценко (1910, с. Підгайці Переяславського повіту Полтавської губернії — 17 січня 1942, х. Веселий біля села Вельбівка Гадяцького району) — діяч партизанського руху на Полтавщині.

## Життєпис
Народився в сім'ї бідняка. У 1929 році один із організаторів колгоспу. З 1931 року працював роботі в Баришівському та Золотоніському райкомах комсомолу. Згодом редагував газету «Більшовик Полтавщини». З вересня 1939 року на посаді інструктора відділу пропаганди Полтавського обкому партії.
У червні 1941 році призначений територіальним секретарем Полтавського підпільного обкому КП(б)У. Один з організаторів і керівників підпільного і партизанського руху на Полтавщині під час Радянсько-німецької війни. Загинув у бою з фашистським загоном у січні 1942 року біля села Вельбівка Гадяцького району.

## Відзнаки і увічнення пам'яті
За «самовіддану боротьбу в тилу ворога» нагороджений орденом Леніна, посмертно.
Рішенням Полтавського міськвиконкому від 12 травня 1965 та на честь 20-річчя перемоги над фашизмом провулок Київський був перейменований на вулицю Яценка. Вона знаходиться в районі стадіону «Колос», з'єднує Майдан Незалежності і Астрономічну вулицю.